# Sickening Horror
Sickening Horror (v překladu z angličtiny odporná hrůza) je řecká death metalová kapela z Athén, která byla založena roku 2002. Její styl by se dal charakterizovat jako technický death metal.
Debutové studiové album s názvem When Landscapes Bled Backwards vyšlo v roce 2007 u nizozemského vydavatelství Neurotic Records.
K roku 2021 má kapela na svém kontě celkem čtyři dlouhohrající desky.

## Diskografie
Dema
- Promo 2003 (2003)

Studiová alba
- When Landscapes Bled Backwards (2007)
- The Dead End Experiment (2009)[1]
- Overflow (2015)
- Chaos Revamped (2020)

## Členové kapely

Členové Sickening Horror v roce 2008
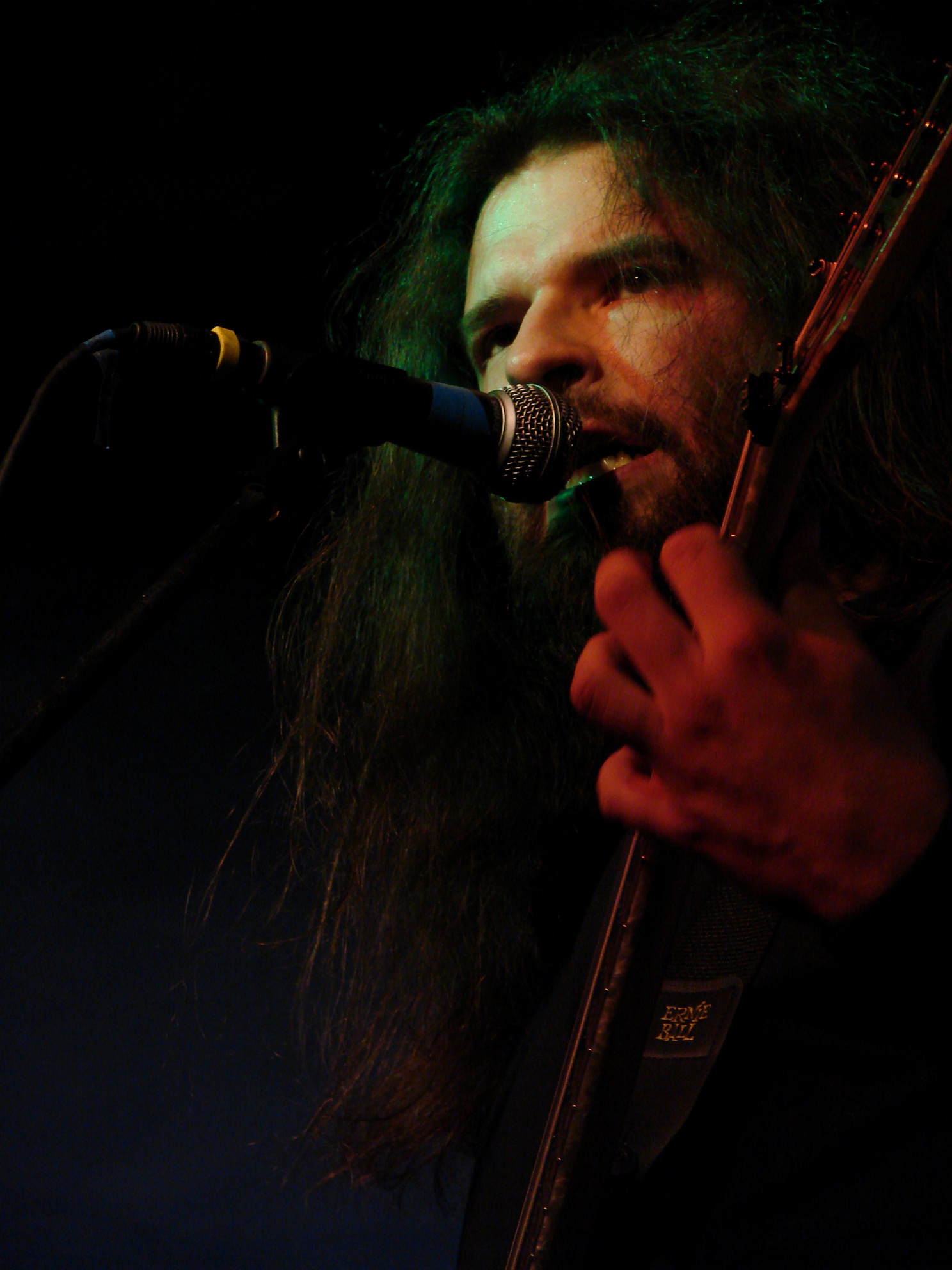
Kytarista a zpěvák George Antipatis
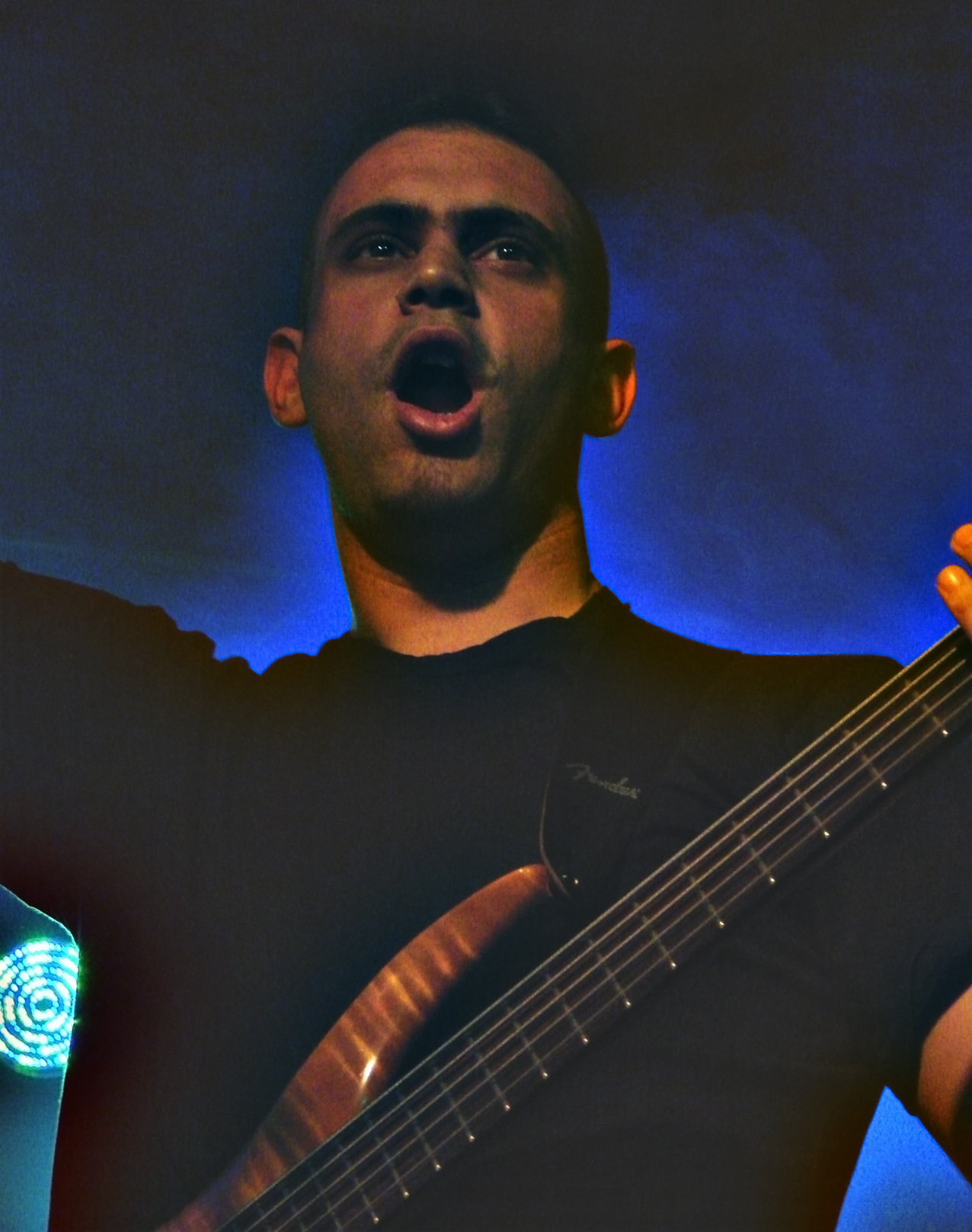
Baskytarista Ilias Daras
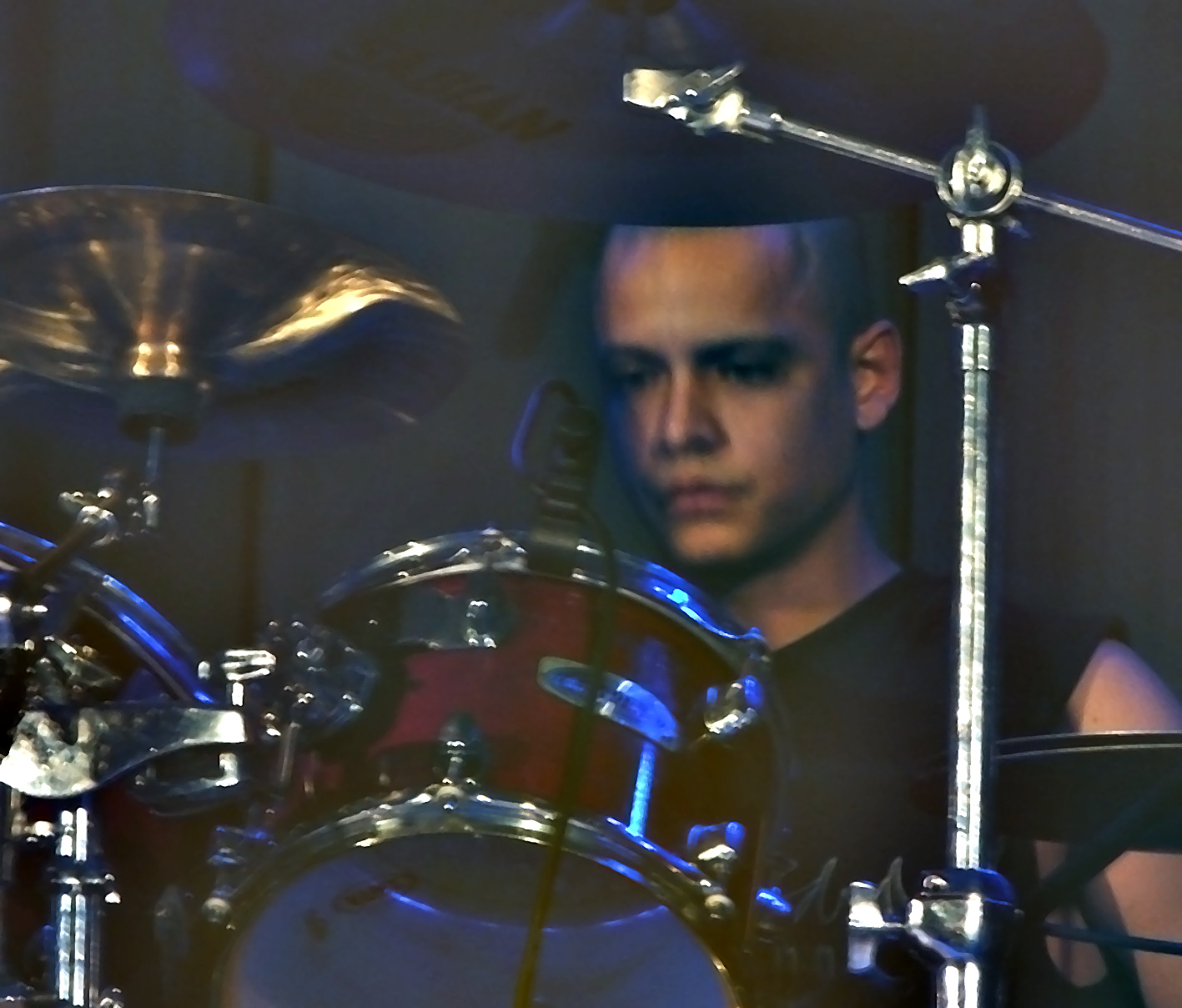
Bubeník José Théodorakis